# Academia de Futbol Femenil Club Linces

## estmkcnrebcibcencelk
| Nombre                        | Cargo          |
| ----------------------------- | -------------- |
| Fernando Márquez Romero       | Presidente     |
| Mónica Espejel Torres         | Vicepresidente |
| Erika Paulina Márquez Espejel | Administradora |

## Cuerpo Técnico
| Nombre                | Puesto                  |
| --------------------- | ----------------------- |
| Luis Fernando Márquez | Director Administrativo |
| Martín Luna           | Director Técnico        |
| Jorge Cárdenas        | Preparador Físico       |
| Jonathan Valdivia     | Fisioterapeuta          |
| Fernanda Ponce        | Nutrióloga              |

## Competencias
| Competencias                    | Categoría                     | Año           | Logro              |
| ------------------------------- | ----------------------------- | ------------- | ------------------ |
| Liga Mexicana de Fútbol Femenil | Superliga-Primera División    | Clausura 2017 | Actual Competencia |
| Liga Mexicana de Fútbol Femenil | Zona Bajío                    | Clausura 2017 | Actual Competencia |
| Liga Mexicana de Fútbol Femenil | Segunda División              | Clausura 2017 | Actual Competencia |
| Liga Mexicana de Fútbol Femenil | Súper liga-Primera División   | Apertura 2016 | Permanencia        |
| Liga Mexicana de Fútbol Femenil | Súper liga - Primera División | Clausura 2016 | Permanencia        |
| Liga Mexicana de Fútbol Femenil | Zona Bajío                    | Apertura 2015 | Semifinal          |
| Liga Mexicana de Fútbol Femenil | Zona Bajío                    | Clausura 2015 | Cuartos de Final   |

## Plantilla Actual
Liga Mexicana de Fútbol Femenil

### Superliga-Primera División
| Nombre                                | Posición  |
| ------------------------------------- | --------- |
| Ángela Jazmín Ruiz Hernández          | Portera   |
| María Cristina Meza Mendoza           | Portera   |
| Brenda Márquez                        | Defensa   |
| Ximena                                | Defensa   |
| Elizabeth Capuchino Méndez            | Defensa   |
| Jessica Carolina Velázquez Moreno     | Defensa   |
| Paula Fernanda Sánchez Zamora         | Defensa   |
| Brenda Mariela Almaguer Contreras     | Defensa   |
| Luz del Carmen Guevara Navarro        | Media     |
| Monserrat Valtierra Torres            | Media     |
| Yadira Ruiz Hernández                 | Media     |
| Vanessa Guadalupe Cervera Castellanos | Media     |
| Zayra Laredo                          | Media     |
| Abigail Betzabeth López Velázquez     | Media     |
| Sonia Mendoza García                  | Delantera |
| Jessica Valenzuela                    | Delantera |

Liga Mexicana de Fútbol Femenil

### Zona Bajío
| Nombre                              | Posición  |
| ----------------------------------- | --------- |
| Paola Noemí Ramírez López           | Portera   |
| María Fernanda Ríos Mares           | Defensa   |
| Andrea Michelle Tovar Carmona       | Defensa   |
| Mariana Aylin Téllez Gómez          | Defensa   |
| Julieta Guadalupe Rodríguez Espitia | Defensa   |
| Goretti Álvarez                     | Defensa   |
| Evelyn García Butera                | Defensa   |
| Paola Loza Rojas                    | Media     |
| María Carolina Moreno Ortega        | Media     |
| Shayra del Rayo Ramírez Carreras    | Media     |
| Andrea Aspeitia Ahorta              | Media     |
| Blanca Berenice Ramírez Sánchez     | Media     |
| Georgina Palomino                   | Media     |
| Angélica Castillo                   | Media     |
| Itzel Díaz                          | Media     |
| Elizabeth Espinoza Jiménez          | Media     |
| Frida Díaz                          | Media     |
| Jaquelin Díaz                       | Media     |
| Priscila Santillán                  | Delantera |
| Ruth Esquibel Hernández             | Delantera |
| Llasujara Chávez Urquieta           | Delantera |
| Tania Terrones                      | Delantera |

Liga Mexicana de Fútbol Femenil

### Segunda División/Ciudad de México
En Construcción. 
- Datos: Q30911561